# 岡山県道397号寒河本庄岡山線
岡山県道397号寒河本庄岡山線（おかやまけんどう397ごう そうごほんじょうおかやません）は、岡山県備前市から岡山市東区に至る一般県道である。

## 概要
岡山県東端に位置する備前市日生町寒河の国道250号から内陸部に入り、片上湾を片上大橋で渡り、瀬戸内市邑久町地域を西走して千町平野を抜け、岡山市東区君津の国道2号（通称岡山バイパス）君津JCTに至る。備前市蕃山の蕃山IC以西は、東備西播開発有料道路（岡山ブルーハイウェイ）として建設された岡山ブルーライン（無料）となっており、蕃山ICから君津JCTにかけては国道2号のバイパス道路として、また備前市日生町寒河から備前市穂浪の備前ICにかけては国道250号のバイパス道路としての役割を果たす路線でもある。
本県道の大部分にあたる備前市蕃山から岡山市東区君津にかけては、地域高規格道路並みの規格の高い道路となっている。

### 路線データ
- 起点：岡山県備前市日生町寒河（国道250号交点）
- 終点：岡山県岡山市東区君津（君津JCT、国道2号交点）
- 実延長：33.4 km[注釈 1][1]
- 開通年：2014年（平成26年） 全線開通
- 道路管理者：岡山県（備前市 - 瀬戸内市）、岡山市（岡山市）
- 交通管理者：岡山県警察（備前警察署 - 瀬戸内警察署 - 岡山東警察署）

## 歴史
年表上の道路名および地名は当時のものである。

### 年表
- 1970年（昭和45年）12月25日 - 岡山県告示第1040号により認定。
- 1972年（昭和47年）頃 - この頃、現行の県道番号に変更。
- 1974年（昭和49年）11月30日 - 一般有料道路「岡山ブルーハイウェイ」のうち、岡山市西大寺五明（西大寺IC） - 岡山市君津（君津JCT）が供用開始。
- 1977年（昭和52年）7月1日 - 備前市蕃山（蕃山IC） - 岡山市西大寺五明（西大寺IC）が供用開始。これにより岡山ブルーハイウェイは全線開通。
- 1994年（平成6年） - この年、岡山ブルーハイウェイの名称が「岡山ブルーライン」に改称。
- 2004年（平成16年）
  - 4月1日 - 岡山ブルーラインが無料開放。これにより、岡山ブルーライン区間の道路管理者が岡山県道路公社から岡山県に移行。
  - 11月1日 - 邑久郡邑久町・牛窓町・長船町が新設合併し、瀬戸内市が発足。
- 2005年（平成17年）3月22日 - 備前市（旧）と和気郡吉永町・日生町が対等合併し、備前市（新）が発足。
- 2009年（平成21年）4月1日 - 岡山市が政令指定都市に移行。これにより、岡山市区間の道路管理者が岡山市に移行。また、経路上の岡山市域は東区となる。
- 2014年（平成26年）11月25日 - 15時、岡山県告示574号・575号により備前市日生町寒河地内[注釈 3]が供用開始。これにより未開通区間が解消し、全線開通[3][4]。

## 路線状況
岡山ブルーライン区間の蕃山ICから君津JCTにかけては第2次緊急輸送道路に指定されている。

### 別名
- 岡山ブルーライン（岡山市東区）

### 重複区間
- 岡山県道260号八木山日生線（備前市蕃山）

### 道路施設

#### 橋梁
- 越鳥高架橋（延長189 m：幅員8.5 m[7]、備前市穂浪）
- 片上大橋（延長520 m：幅員8.5 m、片上湾に架橋[7]、備前市穂浪 - 瀬戸内市邑久町虫明）
- 第1千町高架橋（延長420 m：幅員9 m[7]、瀬戸内市邑久町）
- 第2千町高架橋（延長1,146 m：幅員9 m[7]、瀬戸内市邑久町）
- 西大寺大橋（延長544 m：幅員9 m、吉井川に架橋[7]、岡山市東区 西大寺新 - 金岡東町二丁目）
- 金岡高架橋（延長963 m：幅員9 m[7]、岡山市東区）

#### 道の駅
- 黒井山グリーンパーク（瀬戸内市邑久町虫明）
- 一本松展望園（瀬戸内市邑久町尻海）

## 地理

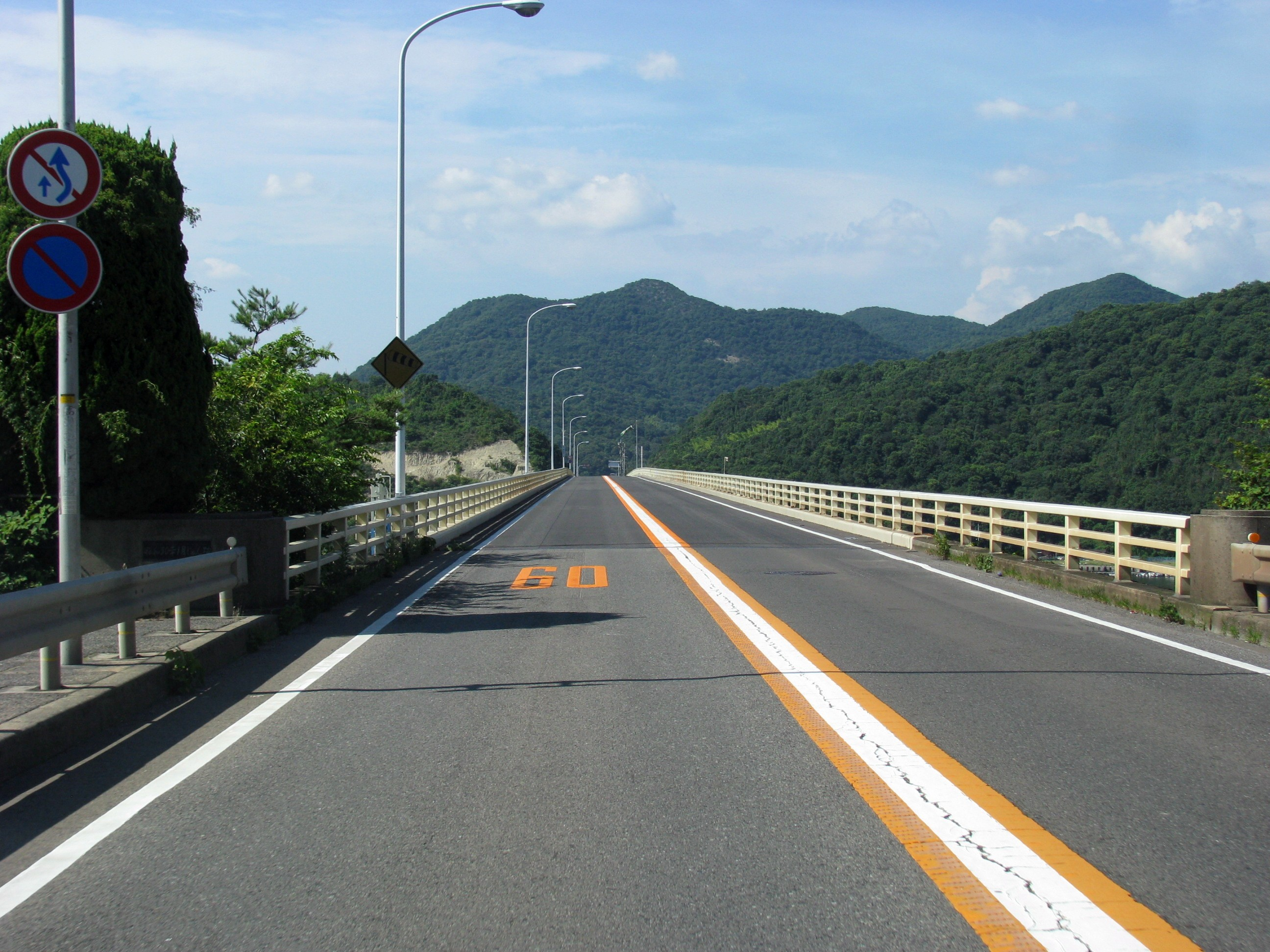
岡山県道397号寒河本庄岡山線
片上大橋付近（2010年7月25日）

### 通過する自治体
- 岡山県
  - 備前市 - 瀬戸内市 - 備前市 - 瀬戸内市 - 岡山市（東区）

### 交差する道路
| 交差する道路                           | 市町村名 | 市町村名 | 交差する場所 | 交差する場所   |
| -------------------------------------- | -------- | -------- | ------------ | -------------- |
| 国道250号                              | 備前市   | 備前市   | 日生町寒河   | 起点           |
| 岡山県道260号八木山日生線 重複区間起点 | 備前市   | 備前市   | 蕃山         |                |
| 岡山県道260号八木山日生線 重複区間終点 | 備前市   | 備前市   | 蕃山         | 蕃山IC         |
| 国道250号                              | 備前市   | 備前市   | 穂浪         | 備前IC         |
| 岡山県道418号鶴海港坂田線              | 備前市   | 備前市   | 鶴海         | 鶴海IC         |
| 岡山県道465号大平山坂田線              | 瀬戸内市 | 瀬戸内市 | 邑久町虫明   | 大平山IC       |
| 岡山県道224号瀬西大寺線                | 瀬戸内市 | 瀬戸内市 | 邑久町福谷   | 虫明IC         |
| 岡山県道39号備前牛窓線                 | 瀬戸内市 | 瀬戸内市 | 邑久町本庄   | 邑久IC         |
| 岡山県道227号庄田敷井線                | 瀬戸内市 | 瀬戸内市 | 邑久町庄田   | [ 注釈 4 ]     |
| 岡山県道231号神崎邑久線                | 瀬戸内市 | 瀬戸内市 | 邑久町豊原   | 瀬戸内IC       |
| 岡山県道226号牛窓邑久西大寺線          | 瀬戸内市 | 瀬戸内市 | 邑久町北島   | [ 注釈 4 ]     |
| 岡山県道28号岡山牛窓線                 | 岡山市   | 東区     | 西大寺五明   | 西大寺IC       |
| 岡山県道177号九蟠中野線                | 岡山市   | 東区     | 金岡西町     | [ 注釈 5 ]     |
| 国道2号 / 岡山バイパス                 | 岡山市   | 東区     | 君津         | 君津JCT / 終点 |

### 交差する鉄道
- 赤穂線

### 沿線
- 備前市立日生東小学校（起点付近）
- 備前市立伊里中学校
- 備前海の駅

### 峠
- 寒河峠（備前市日生町寒河 - 備前市蕃山）